# V́
Cette page contient des caractères spéciaux ou non latins. S’ils s’affichent mal (▯, ?, etc.), consultez la page d’aide Unicode.
V́ (minuscule : v́), ou V accent aigu, est un graphème utilisé dans l’écriture du rawang, dans la romanisation de l’alphabet kharoshthi et qui été utilisé dans l’écriture du võro. Il s’agit de la lettre V diacritée d’un accent aigu.

## Utilisation
En rawang, ‹ v́ › représente une voyelle moyenne centrale /ə/ avec un ton haut descendant.
En võro, ‹ v́ › représente le même son que la lettre V /v/, et l’accent aigu indique la palatisation, donnant /vʲ/.

## Représentations informatiques
Le V accent aigu peut être représenté avec les caractères Unicode suivants :
- décomposé (latin de base, diacritiques) :

| formes    | représentations | chaînes de caractères | points de code | descriptions                                      |
| --------- | --------------- | --------------------- | -------------- | ------------------------------------------------- |
| capitale  | V́               | V◌́                    | U+0056 U+0301  | lettre majuscule latine v diacritique accent aigu |
| minuscule | v́               | v◌́                    | U+0076 U+0301  | lettre minuscule latine v diacritique accent aigu |